# Incugnate
Incugnate (Incugnaa in dialetto milanese, AFI: /ˌĩːˈkyˈɲɑː/) è una località rurale posta nel comune italiano di Truccazzano a nord del centro abitato, verso Inzago. Costituì un comune autonomo fino al 1841.

## Storia
Registrato agli atti del 1771 come un villaggio milanese di 203 abitanti, alla proclamazione del Regno d'Italia nel 1805 Incugnate risultava avere solo 103 residenti, essendosi spopolato. Nel 1809 un regio decreto di Napoleone determinò la soppressione dell'autonomia municipale per annessione a Truccazzano, ma il Comune di Incugnate fu poi ripristinato con il ritorno degli austriaci nel 1816. Furono tuttavia gli stessi governanti tedeschi a dover poi tornare sui loro passi riconoscendo la bontà dell'antico modello napoleonico, e con regio dispaccio del 17 gennaio 1841 ripristinarono la perpetua annessione a Truccazzano.